# Фицрой, Альфред, 8-й герцог Графтон
Альфред Уильям Мейтланд Фицрой (англ. Alfred William Maitland FitzRoy; 3 марта 1850, Лондон, Великобритания — 10 января 1930, Юстон, Саффолк, Великобритания) — британский аристократ, 8-й герцог Графтон, 8-й граф Юстон, 9-й граф Арлингтон, 8-й виконт Ипсуич, 8-й барон Садбери, 9-й барон Арлингтон с 1918 года (в 1863—1918 годах носил титул учтивости граф Юстон).

## Биография
Альфред Фицрой принадлежал к побочной ветви королевской династии Стюартов, первый представитель которой был бастардом короля Англии и Шотландии Карла II. Он родился 3 марта 1850 года в семье Огастеса Фицроя, 7-го герцога Графтона, и его жены Энн Бэлфур. В 1863 году Альфред получил титул учтивости граф Юстон, а в 1918 году, после смерти отца, стал 8-м герцогом Графтоном. Он исполнял обязанности мирового судьи в Саффолке и Нортгемптоншире, занимал пост заместителя лорда-лейтенанта этих графств. Герцог умер 10 января 1930 года в Юстоне (Саффолк).
Герцог Графтон был дважды женат. 27 апреля 1875 года он женился на Маргарет Роуз Смит, дочери Эрика Кэррингтона Смита и Мэри Маберли. В этом браке родились трое детей:
- Лилиан Роуз (2 марта 1876 — 2 января 1960), жена Чарльза Робертсона[4];
- Мэри Маргарет (10 декабря 1877 — 5 января 1966)[5];
- Уильям Генри Альфред, виконт Ипсуич (24 июля 1884 — 23 апреля 1918), отец Джона, 9-го герцога Графтона)[1].

8 января 1916 года граф Юстон женился на Сьюзен Мэри Мактаггарт-Стюарт, дочери сэра Марка джона Мактаггарта-Стюарта, 1-го баронета, и Марианны Сьюзен Оммани, вдове Патрика Бортвика, 20-го барона Бортвика. В этом браке родились:
- Эльфрида Мэри Сьюзен (15 марта 1919 — 4 января 1920)[7];
- Сесилия Бланш Женевьева (13 мая 1922—1974), жена Джорджа Говарда, барона Говарда из Хендерскельфа[8].